# سبنسر بريسلين
سبنسر بريسلين (بالإنجليزية: Spencer Breslin)‏ مواليد 18 مايو 1992 في نيويورك، هو ممثل أمريكي بدأ مسيرته الفنية عام 1997.

## الأعمال
- قابل الوالدين
- الطفل
- عودة إلى أرض الأحلام
- القطة ذو القبعة
- الحدث
- بونز

## وصلات خارجية
- سبنسر بريسلين على موقع IMDb (الإنجليزية)
- سبنسر بريسلين على موقع ألو سيني (الفرنسية)
- سبنسر بريسلين على موقع أول موفي (الإنجليزية)
- سبنسر بريسلين على موقع قاعدة بيانات الأفلام السويدية (السويدية)
- سبنسر بريسلين على موقع إن إن دي بي (الإنجليزية)
- سبنسر بريسلين على موقع قاعدة بيانات الفيلم (الإنجليزية)
- سبنسر بريسلين على موقع كينوبويسك (الروسية)